# Cantonul Lussac
Cantonul Lussac este un canton din arondismentul Libourne, departamentul Gironde, regiunea Aquitania, Franța.

## Comune
- Les Artigues-de-Lussac
- Francs
- Gours
- Lussac (reședință)
- Montagne
- Néac
- Petit-Palais-et-Cornemps
- Puisseguin
- Puynormand
- Saint-Christophe-des-Bardes
- Saint-Cibard
- Saint-Sauveur-de-Puynormand
- Tayac